# Associazione Calcio Milan nelle competizioni internazionali

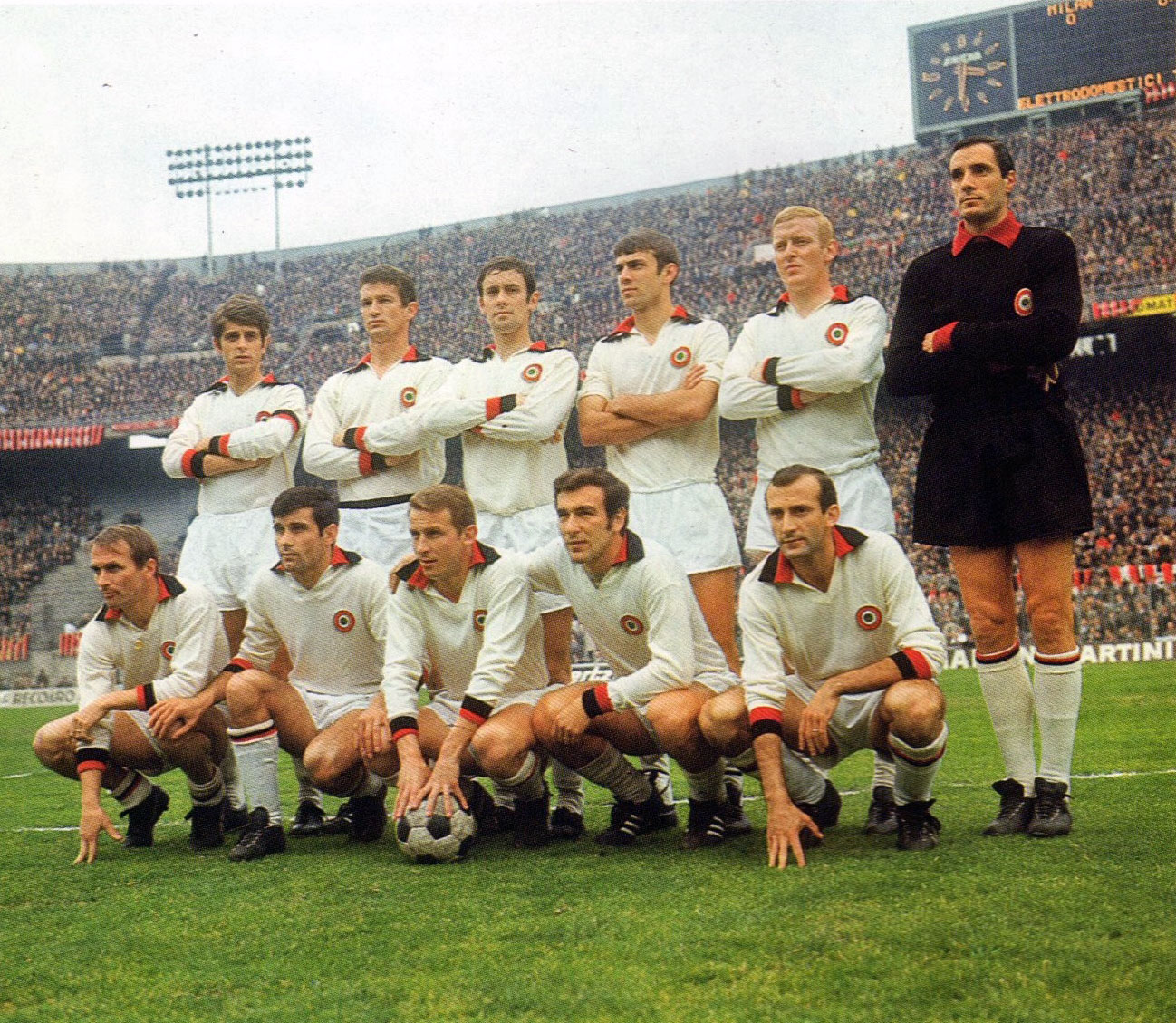
Una formazione del Milan 1967-68, vincitrice della Coppa delle Coppe.

La prima partecipazione dell'Associazione Calcio Milan nelle competizioni internazionali risale al 1938, quando prese parte alla Coppa dell'Europa Centrale. Il club fu la prima compagine italiana a qualificarsi per la neonata Coppa dei Campioni, nella stagione 1955-56, e la prima a conquistare tale trofeo, nel 1963. Il Milan ha vinto altre sei edizioni della principale competizione europea per club: nel 1969, 1989, 1990, 1994, 2003 e 2007. Gli altri trofei internazionali includono due Coppe delle Coppe, cinque Supercoppe Europee, tre Coppe Intercontinentali e un Mondiale per club. Da ricordare, anche se non riconosciute ufficialmente dalla UEFA, anche le due vittorie in Coppa Latina (unica squadra italiana ad aver vinto questo torneo), considerata l'antesignana della Coppa dei Campioni, nel 1951 e nel 1956, e l'affermazione nella Coppa Mitropa del 1982.
Il Milan è la prima squadra italiana per titoli vinti nelle competizioni confederali ed interconfederali, con diciotto trofei vinti, ed è arrivata in finale in altre undici occasioni. Il record di stagioni consecutive nelle coppe europee è quindici, dal 1999-2000 al 2013-2014. Il Milan è stato inserito per due volte al primo posto del ranking dei club per coefficiente dall'Unione delle Federazioni Calcistiche Europee (corrispondenti ai quinquenni 2002-2006 e 2003-2007) ed è stato riconosciuto come il quarto miglior club europeo del XX secolo dalla Federazione Internazionale di Storia e Statistica del Calcio (IFFHS), un organismo riconosciuto dalla FIFA.
Arrigo Sacchi è l'allenatore che ha vinto più trofei in ambito internazionale (6), mentre tra i calciatori il primato spetta a Paolo Maldini (13), il quale detiene anche il record di presenze in competizioni internazionali con la maglia rossonera (174 in trofei UEFA e 2 nel Mondiale per Club FIFA), mentre il miglior marcatore è Filippo Inzaghi, con 43 reti. La vittoria con maggior differenza reti e maggior numero di gol segnati nelle competizioni UEFA fu quella sull'Union Luxembourg nel turno preliminare della Coppa dei Campioni 1962-63, terminata col punteggio di 8-0.

## Competizioni UEFA e FIFA

### Coppa dei Campioni/UEFA Champions League
- 1955-1956

| Turno            | Data             | Partita              | Risultato |
| ---------------- | ---------------- | -------------------- | --------- |
| Ottavi di finale | 1º novembre 1955 | Milan - Saarbrücken  | 3-4       |
| Ottavi di finale | 23 novembre 1955 | Saarbrücken - Milan  | 1-4       |
| Quarti di finale | 18 gennaio 1956  | Rapid Vienna - Milan | 1-1       |
| Quarti di finale | 12 febbraio 1956 | Milan - Rapid Vienna | 7-2       |
| Semifinale       | 19 aprile 1956   | Real Madrid - Milan  | 4-2       |
| Semifinale       | 1º maggio 1956   | Milan - Real Madrid  | 2-1       |

- 1957-1958

| Turno             | Data             | Partita                   | Risultato |
| ----------------- | ---------------- | ------------------------- | --------- |
| Turno preliminare | 2 ottobre 1957   | Milan - Rapid Vienna      | 4-1       |
| Turno preliminare | 9 ottobre 1957   | Rapid Vienna - Milan      | 5-2       |
| Turno preliminare | 30 ottobre 1957  | Milan - Rapid Vienna      | 4-2       |
| Primo turno       | 27 novembre 1957 | Rangers - Milan           | 1-4       |
| Primo turno       | 11 dicembre 1957 | Milan - Rangers           | 2-0       |
| Quarti di finale  | 12 febbraio 1958 | Borussia Dortmund - Milan | 1-1       |
| Quarti di finale  | 26 marzo 1958    | Milan - Borussia Dortmund | 4-1       |
| Semifinale        | 8 maggio 1958    | Manchester Utd - Milan    | 2-1       |
| Semifinale        | 14 maggio 1958   | Milan - Manchester Utd    | 4-0       |
| Finale            | 28 maggio 1958   | Real Madrid - Milan       | 3-2 (dts) |

- 1959-1960

| Turno             | Data              | Partita            | Risultato |
| ----------------- | ----------------- | ------------------ | --------- |
| Turno preliminare | 13 settembre 1959 | Olympiacos - Milan | 2-2       |
| Turno preliminare | 23 settembre 1959 | Milan - Olympiacos | 3-1       |
| Ottavi di finale  | 4 novembre 1959   | Milan - Barcellona | 0-2       |
| Ottavi di finale  | 25 novembre 1959  | Barcellona - Milan | 5-1       |

- 1962-1963

| Turno             | Data              | Partita                  | Risultato |
| ----------------- | ----------------- | ------------------------ | --------- |
| Turno preliminare | 12 settembre 1962 | Milan - Union Luxembourg | 8-0       |
| Turno preliminare | 19 settembre 1962 | Union Luxembourg - Milan | 0-6       |
| Primo turno       | 19 novembre 1962  | Milan - Ipswich Town     | 3-0       |
| Primo turno       | 28 novembre 1962  | Ipswich Town - Milan     | 2-1       |
| Quarti di finale  | 23 gennaio 1963   | Galatasaray - Milan      | 1-3       |
| Quarti di finale  | 13 marzo 1963     | Milan - Galatasaray      | 5-0       |
| Semifinale        | 24 aprile 1963    | Milan - Dundee           | 5-1       |
| Semifinale        | 1º maggio 1963    | Dundee - Milan           | 1-0       |
| Finale            | 22 maggio 1963    | Milan - Benfica          | 2-1       |

- 1963-1964

| Turno            | Data             | Partita                | Risultato |
| ---------------- | ---------------- | ---------------------- | --------- |
| Primo turno      | 27 novembre 1963 | IFK Norrköping - Milan | 1-1       |
| Primo turno      | 4 dicembre 1963  | Milan - IFK Norrköping | 5-2       |
| Quarti di finale | 29 gennaio 1964  | Real Madrid - Milan    | 4-1       |
| Quarti di finale | 13 febbraio 1964 | Milan - Real Madrid    | 2-0       |

- 1968-1969

| Turno             | Data              | Partita                | Risultato |
| ----------------- | ----------------- | ---------------------- | --------- |
| Turno preliminare | 18 settembre 1968 | Malmö FF - Milan       | 2-1       |
| Turno preliminare | 2 ottobre 1968    | Milan - Malmö FF       | 4-1       |
| Quarti di finale  | 19 febbraio 1969  | Milan - Celtic         | 0-0       |
| Quarti di finale  | 12 marzo 1969     | Celtic - Milan         | 0-1       |
| Semifinale        | 23 aprile 1969    | Milan - Manchester Utd | 2-0       |
| Semifinale        | 15 maggio 1969    | Manchester Utd - Milan | 1-0       |
| Finale            | 28 maggio 1969    | Milan - Ajax           | 4-1       |

- 1969-1970

| Turno         | Data              | Partita               | Risultato |
| ------------- | ----------------- | --------------------- | --------- |
| Primo turno   | 10 settembre 1969 | Milan - Avenir Beggen | 5-0       |
| Primo turno   | 24 settembre 1969 | Avenir Beggen - Milan | 0-3       |
| Secondo turno | 12 novembre 1969  | Milan - Feyenoord     | 1-0       |
| Secondo turno | 26 novembre 1969  | Feyenoord - Milan     | 2-0       |

- 1979-1980

| Turno       | Data              | Partita       | Risultato |
| ----------- | ----------------- | ------------- | --------- |
| Primo turno | 19 settembre 1979 | Porto - Milan | 0-0       |
| Primo turno | 3 ottobre 1979    | Milan - Porto | 0-1       |

- 1988-1989

| Turno            | Data             | Partita                 | Risultato     |
| ---------------- | ---------------- | ----------------------- | ------------- |
| Primo turno      | 7 settembre 1988 | Vitoša Sofia - Milan    | 0-2           |
| Primo turno      | 6 ottobre 1988   | Milan - Vitoša Sofia    | 5-2           |
| Secondo turno    | 26 ottobre 1988  | Milan - Stella Rossa    | 1-1           |
| Secondo turno    | 10 novembre 1988 | Stella Rossa - Milan    | 1-1 (2-4 dcr) |
| Quarti di finale | 1º marzo 1989    | Werder Brema - Milan    | 0-0           |
| Quarti di finale | 15 marzo 1989    | Milan - Werder Brema    | 1-0           |
| Semifinale       | 5 aprile 1989    | Real Madrid - Milan     | 1-1           |
| Semifinale       | 19 aprile 1989   | Milan - Real Madrid     | 5-0           |
| Finale           | 24 maggio 1989   | Steaua Bucarest - Milan | 0-4           |

- 1989-1990

| Turno            | Data              | Partita               | Risultato |
| ---------------- | ----------------- | --------------------- | --------- |
| Primo turno      | 13 settembre 1989 | Milan - HJK           | 4-0       |
| Primo turno      | 27 settembre 1989 | HJK - Milan           | 0-1       |
| Secondo turno    | 18 ottobre 1989   | Milan - Real Madrid   | 2-0       |
| Secondo turno    | 1º novembre 1989  | Real Madrid - Milan   | 1-0       |
| Quarti di finale | 7 marzo 1990      | Malines - Milan       | 0-0       |
| Quarti di finale | 21 marzo 1990     | Milan - Malines       | 2-0 (dts) |
| Semifinale       | 4 aprile 1990     | Milan - Bayern Monaco | 1-0       |
| Semifinale       | 18 aprile 1990    | Bayern Monaco - Milan | 2-1       |
| Finale           | 23 maggio 1990    | Milan - Benfica       | 1-0       |

- 1990-1991

| Turno            | Data            | Partita                     | Risultato    |
| ---------------- | --------------- | --------------------------- | ------------ |
| Secondo turno    | 24 ottobre 1990 | Milan - Club Bruges         | 0-0          |
| Secondo turno    | 7 novembre 1990 | Club Bruges - Milan         | 0-1          |
| Quarti di finale | 6 marzo 1991    | Milan - Olympique Marsiglia | 1-1          |
| Quarti di finale | 20 marzo 1991   | Olympique Marsiglia - Milan | 3-0 (a tav.) |

- 1992-1993

| Turno         | Data              | Partita                     | Risultato |
| ------------- | ----------------- | --------------------------- | --------- |
| Primo turno   | 16 settembre 1992 | Milan - Olimpia Lubiana     | 4-0       |
| Primo turno   | 30 settembre 1992 | Olimpia Lubiana - Milan     | 0-3       |
| Secondo turno | 21 ottobre 1992   | Slovan Bratislava - Milan   | 0-1       |
| Secondo turno | 4 novembre 1992   | Milan - Slovan Bratislava   | 4-0       |
| Fase a gironi | 25 novembre 1992  | Milan - IFK Göteborg        | 4-0       |
| Fase a gironi | 9 dicembre 1992   | PSV - Milan                 | 1-2       |
| Fase a gironi | 3 marzo 1993      | Porto - Milan               | 0-1       |
| Fase a gironi | 17 marzo 1993     | Milan - Porto               | 1-0       |
| Fase a gironi | 7 aprile 1993     | IFK Göteborg - Milan        | 0-1       |
| Fase a gironi | 21 aprile 1993    | Milan - PSV                 | 2-0       |
| Finale        | 23 maggio 1993    | Olympique Marsiglia - Milan | 1-0       |

- 1993-1994

| Turno         | Data              | Partita              | Risultato |
| ------------- | ----------------- | -------------------- | --------- |
| Primo turno   | 15 settembre 1993 | Aarau - Milan        | 0-1       |
| Primo turno   | 29 settembre 1993 | Milan - Aarau        | 0-0       |
| Secondo turno | 20 ottobre 1993   | Copenaghen - Milan   | 0-6       |
| Secondo turno | 3 novembre 1993   | Milan - Copenaghen   | 1-0       |
| Fase a gironi | 24 novembre 1993  | Anderlecht - Milan   | 0-0       |
| Fase a gironi | 1º dicembre 1993  | Milan - Porto        | 3-0       |
| Fase a gironi | 2 marzo 1994      | Milan - Werder Brema | 2-1       |
| Fase a gironi | 16 marzo 1994     | Werder Brema - Milan | 1-1       |
| Fase a gironi | 30 marzo 1994     | Milan - Anderlecht   | 0-0       |
| Fase a gironi | 13 aprile 1994    | Porto - Milan        | 0-0       |
| Semifinale    | 27 aprile 1994    | Milan - Monaco       | 3-0       |
| Finale        | 18 maggio 1994    | Milan - Barcellona   | 4-0       |

- 1994-1995

| Turno            | Data              | Partita                     | Risultato |
| ---------------- | ----------------- | --------------------------- | --------- |
| Fase a gironi    | 14 settembre 1994 | Ajax - Milan                | 2-0       |
| Fase a gironi    | 28 settembre 1994 | Milan - Salisburgo          | 3-0       |
| Fase a gironi    | 19 ottobre 1994   | AEK Atene - Milan           | 0-0       |
| Fase a gironi    | 2 novembre 1994   | Milan - AEK Atene           | 2-1       |
| Fase a gironi    | 23 novembre 1994  | Milan - Ajax                | 0-2       |
| Fase a gironi    | 7 dicembre 1994   | Salisburgo - Milan          | 0-1       |
| Quarti di finale | 1º marzo 1995     | Milan - Benfica             | 2-0       |
| Quarti di finale | 15 marzo 1995     | Benfica - Milan             | 0-0       |
| Semifinale       | 5 aprile 1995     | Paris Saint-Germain - Milan | 0-1       |
| Semifinale       | 19 aprile 1995    | Milan - Paris Saint-Germain | 2-0       |
| Finale           | 24 maggio 1995    | Ajax - Milan                | 1-0       |

- 1996-1997

| Turno         | Data              | Partita              | Risultato |
| ------------- | ----------------- | -------------------- | --------- |
| Fase a gironi | 11 settembre 1996 | Milan - Porto        | 2-3       |
| Fase a gironi | 25 settembre 1996 | Rosenborg - Milan    | 1-4       |
| Fase a gironi | 16 ottobre 1996   | IFK Göteborg - Milan | 2-1       |
| Fase a gironi | 30 ottobre 1996   | Milan - IFK Göteborg | 4-2       |
| Fase a gironi | 20 novembre 1996  | Porto - Milan        | 1-1       |
| Fase a gironi | 4 dicembre 1996   | Milan - Rosenborg    | 1-2       |

- 1999-2000

| Turno               | Data              | Partita                | Risultato |
| ------------------- | ----------------- | ---------------------- | --------- |
| Prima fase a gironi | 15 settembre 1999 | Chelsea - Milan        | 0-0       |
| Prima fase a gironi | 21 settembre 1999 | Milan - Galatasaray    | 2-1       |
| Prima fase a gironi | 28 settembre 1999 | Milan - Hertha Berlino | 1-1       |
| Prima fase a gironi | 20 ottobre 1999   | Hertha Berlino - Milan | 1-0       |
| Prima fase a gironi | 26 ottobre 1999   | Milan - Chelsea        | 1-1       |
| Prima fase a gironi | 3 novembre 1999   | Galatasaray - Milan    | 3-2       |

- 2000-2001

| Turno                   | Data              | Partita                     | Risultato |
| ----------------------- | ----------------- | --------------------------- | --------- |
| Terzo turno preliminare | 9 agosto 2000     | Milan - Dinamo Zagabria     | 3-1       |
| Terzo turno preliminare | 22 agosto 2000    | Dinamo Zagabria - Milan     | 0-3       |
| Prima fase a gironi     | 13 settembre 2000 | Milan - Beşiktaş            | 4-1       |
| Prima fase a gironi     | 19 settembre 2000 | Leeds Utd - Milan           | 1-0       |
| Prima fase a gironi     | 26 settembre 2000 | Barcellona - Milan          | 0-2       |
| Prima fase a gironi     | 18 ottobre 2000   | Milan - Barcellona          | 3-3       |
| Prima fase a gironi     | 24 ottobre 2000   | Beşiktaş - Milan            | 0-2       |
| Prima fase a gironi     | 8 novembre 2000   | Milan - Leeds Utd           | 1-1       |
| Seconda fase a gironi   | 21 novembre 2000  | Milan - Galatasaray         | 2-2       |
| Seconda fase a gironi   | 6 dicembre 2000   | Deportivo La Coruña - Milan | 0-1       |
| Seconda fase a gironi   | 14 febbraio 2001  | Milan - Paris Saint-Germain | 1-1       |
| Seconda fase a gironi   | 20 febbraio 2001  | Paris Saint-Germain - Milan | 1-1       |
| Seconda fase a gironi   | 7 marzo 2001      | Galatasaray - Milan         | 2-0       |
| Seconda fase a gironi   | 13 marzo 2001     | Milan - Deportivo La Coruña | 1-1       |

- 2002-2003

| Turno                   | Data              | Partita                     | Risultato     |
| ----------------------- | ----------------- | --------------------------- | ------------- |
| Terzo turno preliminare | 14 agosto 2002    | Milan - Slovan Liberec      | 1-0           |
| Terzo turno preliminare | 28 agosto 2002    | Slovan Liberec - Milan      | 2-1           |
| Prima fase a gironi     | 18 settembre 2002 | Milan - Lens                | 2-1           |
| Prima fase a gironi     | 24 settembre 2002 | Deportivo La Coruña - Milan | 0-4           |
| Prima fase a gironi     | 1º ottobre 2002   | Bayern Monaco - Milan       | 1-2           |
| Prima fase a gironi     | 23 ottobre 2002   | Milan - Bayern Monaco       | 2-1           |
| Prima fase a gironi     | 29 ottobre 2002   | Lens - Milan                | 2-1           |
| Prima fase a gironi     | 13 novembre 2002  | Milan - Deportivo La Coruña | 1-2           |
| Seconda fase a gironi   | 26 novembre 2002  | Milan - Real Madrid         | 1-0           |
| Seconda fase a gironi   | 11 dicembre 2002  | Borussia Dortmund - Milan   | 0-1           |
| Seconda fase a gironi   | 19 febbraio 2003  | Milan - Lokomotiv Mosca     | 1-0           |
| Seconda fase a gironi   | 25 febbraio 2003  | Lokomotiv Mosca - Milan     | 0-1           |
| Seconda fase a gironi   | 12 marzo 2003     | Real Madrid - Milan         | 3-1           |
| Seconda fase a gironi   | 18 marzo 2003     | Milan - Borussia Dortmund   | 0-1           |
| Quarti di finale        | 8 aprile 2003     | Ajax - Milan                | 0-0           |
| Quarti di finale        | 23 aprile 2003    | Milan - Ajax                | 3-2           |
| Semifinale              | 7 maggio 2003     | Milan - Inter               | 0-0           |
| Semifinale              | 13 maggio 2003    | Inter - Milan               | 1-1           |
| Finale                  | 28 maggio 2003    | Juventus - Milan            | 0-0 (2-3 dcr) |

- 2003-2004

| Turno            | Data              | Partita                     | Risultato |
| ---------------- | ----------------- | --------------------------- | --------- |
| Fase a gironi    | 16 settembre 2003 | Milan - Ajax                | 1-0       |
| Fase a gironi    | 1º ottobre 2003   | Celta Vigo - Milan          | 0-0       |
| Fase a gironi    | 22 ottobre 2003   | Milan - Club Bruges         | 0-1       |
| Fase a gironi    | 4 novembre 2003   | Club Bruges - Milan         | 0-1       |
| Fase a gironi    | 26 novembre 2003  | Ajax - Milan                | 0-1       |
| Fase a gironi    | 9 dicembre 2003   | Milan - Celta Vigo          | 1-2       |
| Ottavi di finale | 24 febbraio 2004  | Sparta Praga - Milan        | 0-0       |
| Ottavi di finale | 10 marzo 2004     | Milan - Sparta Praga        | 4-1       |
| Quarti di finale | 23 marzo 2004     | Milan - Deportivo La Coruña | 4-1       |
| Quarti di finale | 7 aprile 2004     | Deportivo La Coruña - Milan | 4-0       |

- 2004-2005

| Turno            | Data              | Partita                | Risultato     |
| ---------------- | ----------------- | ---------------------- | ------------- |
| Fase a gironi    | 14 settembre 2004 | Šachtar - Milan        | 0-1           |
| Fase a gironi    | 29 settembre 2004 | Milan - Celtic         | 3-1           |
| Fase a gironi    | 20 ottobre 2004   | Milan - Barcellona     | 1-0           |
| Fase a gironi    | 2 novembre 2004   | Barcellona - Milan     | 2-1           |
| Fase a gironi    | 24 novembre 2004  | Milan - Šachtar        | 4-0           |
| Fase a gironi    | 7 dicembre 2004   | Celtic - Milan         | 0-0           |
| Ottavi di finale | 23 febbraio 2005  | Manchester Utd - Milan | 0-1           |
| Ottavi di finale | 8 marzo 2005      | Milan - Manchester Utd | 1-0           |
| Quarti di finale | 6 aprile 2005     | Milan - Inter          | 2-0           |
| Quarti di finale | 12 aprile 2005    | Inter - Milan          | 0-3 (a tav.)  |
| Semifinale       | 26 aprile 2005    | Milan - PSV            | 2-0           |
| Semifinale       | 4 maggio 2005     | PSV - Milan            | 3-1           |
| Finale           | 25 maggio 2005    | Milan - Liverpool      | 3-3 (2-3 dcr) |

- 2005-2006

| Turno            | Data              | Partita                 | Risultato |
| ---------------- | ----------------- | ----------------------- | --------- |
| Fase a gironi    | 13 settembre 2005 | Milan - Fenerbahçe      | 3-1       |
| Fase a gironi    | 28 settembre 2005 | Schalke 04 - Milan      | 2-2       |
| Fase a gironi    | 19 ottobre 2005   | Milan - PSV             | 0-0       |
| Fase a gironi    | 1º novembre 2005  | PSV - Milan             | 1-0       |
| Fase a gironi    | 23 novembre 2005  | Fenerbahçe - Milan      | 0-4       |
| Fase a gironi    | 6 dicembre 2005   | Milan - Schalke 04      | 3-2       |
| Ottavi di finale | 21 febbraio 2006  | Bayern Monaco - Milan   | 1-1       |
| Ottavi di finale | 8 marzo 2006      | Milan - Bayern Monaco   | 4-1       |
| Quarti di finale | 29 marzo 2006     | Olympique Lione - Milan | 0-0       |
| Quarti di finale | 4 aprile 2006     | Milan - Olympique Lione | 3-1       |
| Semifinale       | 18 aprile 2006    | Milan - Barcellona      | 0-1       |
| Semifinale       | 26 aprile 2006    | Barcellona - Milan      | 0-0       |

- 2006-2007

| Turno                   | Data              | Partita                | Risultato |
| ----------------------- | ----------------- | ---------------------- | --------- |
| Terzo turno preliminare | 9 agosto 2006     | Milan - Stella Rossa   | 1-0       |
| Terzo turno preliminare | 22 agosto 2006    | Stella Rossa - Milan   | 1-2       |
| Fase a gironi           | 13 settembre 2006 | Milan - AEK Atene      | 3-0       |
| Fase a gironi           | 26 settembre 2006 | Lilla - Milan          | 0-0       |
| Fase a gironi           | 17 ottobre 2006   | Anderlecht - Milan     | 0-1       |
| Fase a gironi           | 1º novembre 2006  | Milan - Anderlecht     | 4-1       |
| Fase a gironi           | 21 novembre 2006  | AEK Atene - Milan      | 1-0       |
| Fase a gironi           | 6 dicembre 2006   | Milan - Lilla          | 0-2       |
| Ottavi di finale        | 20 febbraio 2007  | Celtic - Milan         | 0-0       |
| Ottavi di finale        | 7 marzo 2007      | Milan - Celtic         | 1-0 (dts) |
| Quarti di finale        | 3 aprile 2007     | Milan - Bayern Monaco  | 2-2       |
| Quarti di finale        | 11 aprile 2007    | Bayern Monaco - Milan  | 0-2       |
| Semifinale              | 24 aprile 2007    | Manchester Utd - Milan | 3-2       |
| Semifinale              | 2 maggio 2007     | Milan - Manchester Utd | 3-0       |
| Finale                  | 23 maggio 2007    | Milan - Liverpool      | 2-1       |

- 2007-2008

| Turno            | Data              | Partita         | Risultato |
| ---------------- | ----------------- | --------------- | --------- |
| Fase a gironi    | 18 settembre 2007 | Milan - Benfica | 2-1       |
| Fase a gironi    | 3 ottobre 2007    | Celtic - Milan  | 2-1       |
| Fase a gironi    | 24 ottobre 2007   | Milan - Šachtar | 4-1       |
| Fase a gironi    | 6 novembre 2007   | Šachtar - Milan | 0-3       |
| Fase a gironi    | 28 novembre 2007  | Benfica - Milan | 1-1       |
| Fase a gironi    | 4 dicembre 2007   | Milan - Celtic  | 1-0       |
| Ottavi di finale | 20 febbraio 2008  | Arsenal - Milan | 0-0       |
| Ottavi di finale | 4 marzo 2008      | Milan - Arsenal | 0-2       |

- 2009-2010

| Turno            | Data              | Partita                     | Risultato |
| ---------------- | ----------------- | --------------------------- | --------- |
| Fase a gironi    | 15 settembre 2009 | Olympique Marsiglia - Milan | 1-2       |
| Fase a gironi    | 30 settembre 2009 | Milan - Zurigo              | 0-1       |
| Fase a gironi    | 21 ottobre 2009   | Real Madrid - Milan         | 2-3       |
| Fase a gironi    | 3 novembre 2009   | Milan - Real Madrid         | 1-1       |
| Fase a gironi    | 25 novembre 2009  | Milan - Olympique Marsiglia | 1-1       |
| Fase a gironi    | 8 dicembre 2009   | Zurigo - Milan              | 1-1       |
| Ottavi di finale | 16 febbraio 2010  | Milan - Manchester Utd      | 2-3       |
| Ottavi di finale | 10 marzo 2010     | Manchester Utd - Milan      | 4-0       |

- 2010-2011

| Turno            | Data              | Partita             | Risultato |
| ---------------- | ----------------- | ------------------- | --------- |
| Fase a gironi    | 15 settembre 2010 | Milan - Auxerre     | 2-0       |
| Fase a gironi    | 28 settembre 2010 | Ajax - Milan        | 1-1       |
| Fase a gironi    | 19 ottobre 2010   | Real Madrid - Milan | 2-0       |
| Fase a gironi    | 3 novembre 2010   | Milan - Real Madrid | 2-2       |
| Fase a gironi    | 23 novembre 2010  | Auxerre - Milan     | 0-2       |
| Fase a gironi    | 8 dicembre 2010   | Milan - Ajax        | 0-2       |
| Ottavi di finale | 15 febbraio 2011  | Milan - Tottenham   | 0-1       |
| Ottavi di finale | 9 marzo 2011      | Tottenham - Milan   | 0-0       |

- 2011-2012

| Turno            | Data              | Partita                | Risultato |
| ---------------- | ----------------- | ---------------------- | --------- |
| Fase a gironi    | 13 settembre 2011 | Barcellona - Milan     | 2-2       |
| Fase a gironi    | 28 settembre 2011 | Milan - Viktoria Plzeň | 2-0       |
| Fase a gironi    | 19 ottobre 2011   | Milan - BATĖ Borisov   | 2-0       |
| Fase a gironi    | 1º novembre 2011  | BATĖ Borisov - Milan   | 1-1       |
| Fase a gironi    | 23 novembre 2011  | Milan - Barcellona     | 2-3       |
| Fase a gironi    | 6 dicembre 2011   | Viktoria Plzeň - Milan | 2-2       |
| Ottavi di finale | 15 febbraio 2012  | Milan - Arsenal        | 4-0       |
| Ottavi di finale | 6 marzo 2012      | Arsenal - Milan        | 3-0       |
| Quarti di finale | 28 marzo 2012     | Milan - Barcellona     | 0-0       |
| Quarti di finale | 3 aprile 2012     | Barcellona - Milan     | 3-1       |

- 2012-2013

| Turno            | Data              | Partita                       | Risultato |
| ---------------- | ----------------- | ----------------------------- | --------- |
| Fase a gironi    | 18 settembre 2012 | Milan - Anderlecht            | 0-0       |
| Fase a gironi    | 3 ottobre 2012    | Zenit San Pietroburgo - Milan | 2-3       |
| Fase a gironi    | 24 ottobre 2012   | Malaga - Milan                | 1-0       |
| Fase a gironi    | 6 novembre 2012   | Milan - Malaga                | 1-1       |
| Fase a gironi    | 21 novembre 2012  | Anderlecht - Milan            | 1-3       |
| Fase a gironi    | 4 dicembre 2012   | Milan - Zenit San Pietroburgo | 0-1       |
| Ottavi di finale | 20 febbraio 2013  | Milan - Barcellona            | 2-0       |
| Ottavi di finale | 12 marzo 2013     | Barcellona - Milan            | 4-0       |

- 2013-2014

| Turno            | Data              | Partita                 | Risultato |
| ---------------- | ----------------- | ----------------------- | --------- |
| Spareggio        | 20 agosto 2013    | PSV - Milan             | 1-1       |
| Spareggio        | 28 agosto 2013    | Milan - PSV             | 3-0       |
| Fase a gironi    | 18 settembre 2013 | Milan - Celtic          | 2-0       |
| Fase a gironi    | 1º ottobre 2013   | Ajax - Milan            | 1-1       |
| Fase a gironi    | 22 ottobre 2013   | Milan - Barcellona      | 1-1       |
| Fase a gironi    | 6 novembre 2013   | Barcellona - Milan      | 3-1       |
| Fase a gironi    | 26 novembre 2013  | Celtic - Milan          | 0-3       |
| Fase a gironi    | 11 dicembre 2013  | Milan - Ajax            | 0-0       |
| Ottavi di finale | 19 febbraio 2014  | Milan - Atlético Madrid | 0-1       |
| Ottavi di finale | 11 marzo 2014     | Atlético Madrid - Milan | 4-1       |

- 2021-2022

| Turno         | Data              | Partita                 | Risultato |
| ------------- | ----------------- | ----------------------- | --------- |
| Fase a gironi | 15 settembre 2021 | Liverpool - Milan       | 3-2       |
| Fase a gironi | 28 settembre 2021 | Milan - Atlético Madrid | 1-2       |
| Fase a gironi | 19 ottobre 2021   | Porto - Milan           | 1-0       |
| Fase a gironi | 3 novembre 2021   | Milan - Porto           | 1-1       |
| Fase a gironi | 24 novembre 2021  | Atlético Madrid - Milan | 0-1       |
| Fase a gironi | 7 dicembre 2021   | Milan - Liverpool       | 1-2       |

- 2022-2023

| Turno            | Data              | Partita                 | Risultato |
| ---------------- | ----------------- | ----------------------- | --------- |
| Fase a gironi    | 6 settembre 2022  | Salisburgo - Milan      | 1-1       |
| Fase a gironi    | 14 settembre 2022 | Milan - Dinamo Zagabria | 3-1       |
| Fase a gironi    | 5 ottobre 2022    | Chelsea - Milan         | 3-0       |
| Fase a gironi    | 11 ottobre 2022   | Milan - Chelsea         | 0-2       |
| Fase a gironi    | 25 ottobre 2022   | Dinamo Zagabria - Milan | 0-4       |
| Fase a gironi    | 2 novembre 2022   | Milan - Salisburgo      | 4-0       |
| Ottavi di finale | 14 febbraio 2023  | Milan - Tottenham       | 1-0       |
| Ottavi di finale | 8 marzo 2023      | Tottenham - Milan       | 0-0       |
| Quarti di finale | 12 aprile 2023    | Milan - Napoli          | 1-0       |
| Quarti di finale | 18 aprile 2023    | Napoli - Milan          | 1-1       |
| Semifinale       | 10 maggio 2023    | Milan - Inter           | 0-2       |
| Semifinale       | 16 maggio 2023    | Inter - Milan           | 1-0       |

- 2023-2024

| Turno         | Data              | Partita                     | Risultato |
| ------------- | ----------------- | --------------------------- | --------- |
| Fase a gironi | 19 settembre 2023 | Milan - Newcastle Utd       | 0-0       |
| Fase a gironi | 4 ottobre 2023    | Borussia Dortmund - Milan   | 0-0       |
| Fase a gironi | 25 ottobre 2023   | Paris Saint-Germain - Milan | 3-0       |
| Fase a gironi | 7 novembre 2023   | Milan - Paris Saint-Germain | 2-1       |
| Fase a gironi | 28 novembre 2023  | Milan - Borussia Dortmund   | 1-3       |
| Fase a gironi | 13 dicembre 2023  | Newcastle Utd - Milan       | 1-2       |

- 2024-2025

| Turno           | Data              | Partita                   | Risultato |
| --------------- | ----------------- | ------------------------- | --------- |
| Fase campionato | 17 settembre 2024 | Milan - Liverpool         | 1-3       |
| Fase campionato | 1º ottobre 2024   | Bayer Leverkusen - Milan  | 1-0       |
| Fase campionato | 22 ottobre 2024   | Milan - Club Bruges       | 3-1       |
| Fase campionato | 5 novembre 2024   | Real Madrid - Milan       | 1-3       |
| Fase campionato | 26 novembre 2024  | Slovan Bratislava - Milan | 2-3       |
| Fase campionato | 11 dicembre 2024  | Milan - Stella Rossa      | 2-1       |
| Fase campionato | 22 gennaio 2025   | Milan - Girona            | 1-0       |
| Fase campionato | 29 gennaio 2025   | Dinamo Zagabria - Milan   | 2-1       |
| Spareggi        | 12 febbraio 2025  | Feyenoord - Milan         | 1-0       |
| Spareggi        | 18 febbraio 2025  | Milan - Feyenoord         | 1-1       |

### Coppa delle Coppe UEFA
- 1967-1968

| Turno            | Data              | Partita                | Risultato |
| ---------------- | ----------------- | ---------------------- | --------- |
| Primo turno      | 20 settembre 1967 | Milan - Levski Sofia   | 5-1       |
| Primo turno      | 11 ottobre 1967   | Levski Sofia - Milan   | 1-1       |
| Secondo turno    | 22 novembre 1967  | Győri ETO - Milan      | 2-2       |
| Secondo turno    | 7 dicembre 1967   | Milan - Győri ETO      | 1-1       |
| Quarti di finale | 28 febbraio 1968  | Standard Liegi - Milan | 1-1       |
| Quarti di finale | 13 marzo 1968     | Milan - Standard Liegi | 1-1       |
| Quarti di finale | 20 marzo 1968     | Milan - Standard Liegi | 2-0       |
| Semifinale       | 1º maggio 1968    | Milan - Bayern Monaco  | 2-0       |
| Semifinale       | 8 maggio 1968     | Bayern Monaco - Milan  | 0-0       |
| Finale           | 23 maggio 1968    | Milan - Amburgo        | 2-0       |

- 1972-1973

| Turno            | Data              | Partita                      | Risultato    |
| ---------------- | ----------------- | ---------------------------- | ------------ |
| Primo turno      | 6 settembre 1972  | Red Boys Differdange - Milan | 1-4          |
| Primo turno      | 27 settembre 1972 | Milan - Red Boys Differdange | 3-0          |
| Secondo turno    | 25 ottobre 1972   | Legia Varsavia - Milan       | 1-1          |
| Secondo turno    | 8 novembre 1972   | Milan - Legia Varsavia       | 2-1 (d.t.s.) |
| Quarti di finale | 7 marzo 1973      | Spartak Mosca - Milan        | 0-1          |
| Quarti di finale | 21 marzo 1973     | Milan - Spartak Mosca        | 1-1          |
| Semifinale       | 11 aprile 1973    | Milan - Sparta Praga         | 1-0          |
| Semifinale       | 25 aprile 1973    | Sparta Praga - Milan         | 0-1          |
| Finale           | 16 maggio 1973    | Milan - Leeds Utd            | 1-0          |

- 1973-1974

| Turno            | Data              | Partita                     | Risultato |
| ---------------- | ----------------- | --------------------------- | --------- |
| Primo turno      | 19 settembre 1973 | Milan - Dinamo Zagabria     | 3-1       |
| Primo turno      | 3 ottobre 1973    | Dinamo Zagabria - Milan     | 0-1       |
| Secondo turno    | 24 ottobre 1973   | Milan - Rapid Vienna        | 0-0       |
| Secondo turno    | 7 novembre 1973   | Rapid Vienna - Milan        | 0-2       |
| Quarti di finale | 13 marzo 1974     | Milan - PAOK                | 3-0       |
| Quarti di finale | 20 marzo 1974     | PAOK - Milan                | 2-2       |
| Semifinale       | 10 aprile 1974    | Milan - Borussia M'gladbach | 2-0       |
| Semifinale       | 24 aprile 1974    | Borussia M'gladbach - Milan | 1-0       |
| Finale           | 8 maggio 1974     | Magdeburgo - Milan          | 2-0       |

- 1977-1978

| Turno       | Data              | Partita       | Risultato |
| ----------- | ----------------- | ------------- | --------- |
| Primo turno | 14 settembre 1977 | Betis - Milan | 2-0       |
| Primo turno | 28 settembre 1977 | Milan - Betis | 2-1       |

### Coppa UEFA/UEFA Europa League
- 1971-1972

| Turno            | Data              | Partita                 | Risultato |
| ---------------- | ----------------- | ----------------------- | --------- |
| Primo turno      | 22 settembre 1971 | Milan - Digenīs Morphou | 4-0       |
| Primo turno      | 29 settembre 1971 | Digenīs Morphou - Milan | 0-3       |
| Secondo turno    | 10 ottobre 1971   | Milan - Hertha Berlino  | 4-2       |
| Secondo turno    | 3 novembre 1971   | Hertha Berlino - Milan  | 2-1       |
| Terzo turno      | 24 novembre 1971  | Milan - Dundee          | 3-0       |
| Terzo turno      | 8 dicembre 1971   | Dundee - Milan          | 2-0       |
| Quarti di finale | 23 febbraio 1972  | Milan - Lierse          | 2-0       |
| Quarti di finale | 7 marzo 1972      | Lierse - Milan          | 1-1       |
| Semifinale       | 5 aprile 1972     | Tottenham - Milan       | 2-1       |
| Semifinale       | 19 aprile 1972    | Milan - Tottenham       | 1-1       |

- 1975-1976

| Turno            | Data              | Partita               | Risultato |
| ---------------- | ----------------- | --------------------- | --------- |
| Primo turno      | 17 settembre 1975 | Everton - Milan       | 0-0       |
| Primo turno      | 1º ottobre 1975   | Milan - Everton       | 1-0       |
| Secondo turno    | 22 ottobre 1975   | Athlone Town - Milan  | 0-0       |
| Secondo turno    | 3 novembre 1975   | Milan - Athlone Town  | 3-0       |
| Terzo turno      | 26 novembre 1975  | Milan - Spartak Mosca | 4-0       |
| Terzo turno      | 10 dicembre 1975  | Spartak Mosca - Milan | 2-0       |
| Quarti di finale | 3 marzo 1976      | Club Bruges - Milan   | 2-0       |
| Quarti di finale | 17 marzo 1976     | Milan - Club Bruges   | 2-1       |

- 1976-1977

| Turno         | Data              | Partita                 | Risultato |
| ------------- | ----------------- | ----------------------- | --------- |
| Primo turno   | 15 settembre 1976 | Dinamo Bucarest - Milan | 0-0       |
| Primo turno   | 30 settembre 1976 | Milan - Dinamo Bucarest | 2-1       |
| Secondo turno | 20 ottobre 1976   | Akademik Sofia - Milan  | 4-3       |
| Secondo turno | 3 novembre 1976   | Milan - Akademik Sofia  | 2-0       |
| Terzo turno   | 24 novembre 1976  | Athletic Bilbao - Milan | 4-1       |
| Terzo turno   | 8 dicembre 1976   | Milan - Athletic Bilbao | 3-1       |

- 1978-1979

| Turno         | Data              | Partita                      | Risultato     |
| ------------- | ----------------- | ---------------------------- | ------------- |
| Primo turno   | 13 settembre 1978 | Milan - Lokomotíva Košice    | 1-0           |
| Primo turno   | 27 settembre 1978 | Lokomotíva Košice - Milan    | 1-0 (6-7 dcr) |
| Secondo turno | 19 ottobre 1978   | Levski-Spartak Sofia - Milan | 1-1           |
| Secondo turno | 1º novembre 1978  | Milan - Levski-Spartak Sofia | 3-0           |
| Terzo turno   | 22 novembre 1978  | Milan - Manchester City      | 2-2           |
| Terzo turno   | 6 dicembre 1978   | Manchester City - Milan      | 3-0           |

- 1985-1986

| Turno         | Data              | Partita                   | Risultato |
| ------------- | ----------------- | ------------------------- | --------- |
| Primo turno   | 18 settembre 1985 | Auxerre - Milan           | 3-1       |
| Primo turno   | 2 ottobre 1985    | Milan - Auxerre           | 3-0       |
| Secondo turno | 23 ottobre 1985   | Milan - Lokomotive Lipsia | 2-0       |
| Secondo turno | 6 novembre 1985   | Lokomotive Lipsia - Milan | 3-1       |
| Terzo turno   | 27 novembre 1985  | Waregem - Milan           | 1-1       |
| Terzo turno   | 11 dicembre 1985  | Milan - Waregem           | 1-2       |

- 1987-1988

| Turno         | Data              | Partita                | Risultato |
| ------------- | ----------------- | ---------------------- | --------- |
| Primo turno   | 16 settembre 1987 | Sporting Gijón - Milan | 1-0       |
| Primo turno   | 30 settembre 1987 | Milan - Sporting Gijón | 3-0       |
| Secondo turno | 21 ottobre 1987   | Milan - Espanyol       | 0-2       |
| Secondo turno | 4 novembre 1987   | Espanyol - Milan       | 0-0       |

- 1995-1996

| Turno            | Data              | Partita                | Risultato |
| ---------------- | ----------------- | ---------------------- | --------- |
| Primo turno      | 12 settembre 1995 | Milan - Zagłębie Lubin | 4-0       |
| Primo turno      | 26 settembre 1995 | Zagłębie Lubin - Milan | 1-4       |
| Secondo turno    | 17 ottobre 1995   | Strasburgo - Milan     | 0-1       |
| Secondo turno    | 2 novembre 1995   | Milan - Strasburgo     | 2-1       |
| Terzo turno      | 23 novembre 1995  | Milan - Sparta Praga   | 2-0       |
| Terzo turno      | 7 dicembre 1995   | Sparta Praga - Milan   | 0-0       |
| Quarti di finale | 5 marzo 1996      | Milan - Bordeaux       | 2-0       |
| Quarti di finale | 19 marzo 1996     | Bordeaux - Milan       | 3-0       |

- 2001-2002

| Turno            | Data              | Partita                   | Risultato     |
| ---------------- | ----------------- | ------------------------- | ------------- |
| Primo turno      | 20 settembre 2001 | BATĖ Borisov - Milan      | 0-2           |
| Primo turno      | 27 settembre 2001 | Milan - BATĖ Borisov      | 4-0           |
| Secondo turno    | 18 ottobre 2001   | Milan - CSKA Sofia        | 2-0           |
| Secondo turno    | 1º novembre 2001  | CSKA Sofia - Milan        | 0-1           |
| Terzo turno      | 22 novembre 2001  | Milan - Sporting Lisbona  | 2-0           |
| Terzo turno      | 6 dicembre 2001   | Sporting Lisbona - Milan  | 1-1           |
| Quarto turno     | 19 febbraio 2002  | Roda JC - Milan           | 0-1           |
| Quarto turno     | 28 febbraio 2002  | Milan - Roda JC           | 0-1 (3-2 dcr) |
| Quarti di finale | 14 marzo 2002     | Hapoel Tel Aviv - Milan   | 1-0           |
| Quarti di finale | 21 marzo 2002     | Milan - Hapoel Tel Aviv   | 2-0           |
| Semifinale       | 4 aprile 2002     | Borussia Dortmund - Milan | 4-0           |
| Semifinale       | 11 aprile 2002    | Milan - Borussia Dortmund | 3-1           |

- 2008-2009

| Turno                | Data              | Partita              | Risultato |
| -------------------- | ----------------- | -------------------- | --------- |
| Primo turno          | 18 settembre 2008 | Milan - Zurigo       | 3-1       |
| Primo turno          | 2 ottobre 2008    | Zurigo - Milan       | 0-1       |
| Fase a gironi        | 23 ottobre 2008   | Heerenveen - Milan   | 1-3       |
| Fase a gironi        | 6 novembre 2008   | Milan - Braga        | 1-0       |
| Fase a gironi        | 27 novembre 2008  | Portsmouth - Milan   | 2-2       |
| Fase a gironi        | 17 dicembre 2008  | Milan - Wolfsburg    | 2-2       |
| Sedicesimi di finale | 18 febbraio 2009  | Werder Brema - Milan | 1-1       |
| Sedicesimi di finale | 26 febbraio 2009  | Milan - Werder Brema | 2-2       |

- 2017-2018

| Turno                | Data              | Partita                | Risultato |
| -------------------- | ----------------- | ---------------------- | --------- |
| Terzo turno prel.    | 27 luglio 2017    | U Craiova - Milan      | 0-1       |
| Terzo turno prel.    | 3 agosto 2017     | Milan - U Craiova      | 2-0       |
| Spareggio            | 17 agosto 2017    | Milan - Škendija       | 6-0       |
| Spareggio            | 24 agosto 2017    | Škendija - Milan       | 0-1       |
| Fase a gironi        | 14 settembre 2017 | Austria Vienna - Milan | 1-5       |
| Fase a gironi        | 28 settembre 2017 | Milan - Rijeka         | 3-2       |
| Fase a gironi        | 19 ottobre 2017   | Milan - AEK Atene      | 0-0       |
| Fase a gironi        | 2 novembre 2017   | AEK Atene - Milan      | 0-0       |
| Fase a gironi        | 23 novembre 2017  | Milan - Austria Vienna | 5-1       |
| Fase a gironi        | 7 dicembre 2017   | Rijeka - Milan         | 2-0       |
| Sedicesimi di finale | 15 febbraio 2018  | Ludogorec - Milan      | 0-3       |
| Sedicesimi di finale | 22 febbraio 2018  | Milan - Ludogorec      | 1-0       |
| Ottavi di finale     | 8 marzo 2018      | Milan - Arsenal        | 0-2       |
| Ottavi di finale     | 15 marzo 2018     | Arsenal - Milan        | 3-1       |

- 2018-2019

| Turno         | Data              | Partita               | Risultato |
| ------------- | ----------------- | --------------------- | --------- |
| Fase a gironi | 20 settembre 2018 | F91 Dudelange - Milan | 0-1       |
| Fase a gironi | 4 ottobre 2018    | Milan - Olympiacos    | 3-1       |
| Fase a gironi | 25 ottobre 2018   | Milan - Betis         | 1-2       |
| Fase a gironi | 8 novembre 2018   | Betis - Milan         | 1-1       |
| Fase a gironi | 29 novembre 2018  | Milan - F91 Dudelange | 5-2       |
| Fase a gironi | 13 dicembre 2018  | Olympiacos - Milan    | 3-1       |

- 2020-2021

| Turno                | Data              | Partita                 | Risultato     |
| -------------------- | ----------------- | ----------------------- | ------------- |
| Secondo turno prel.  | 17 settembre 2020 | Shamrock Rovers - Milan | 0-2           |
| Terzo turno prel.    | 24 settembre 2020 | Milan - Bodø/Glimt      | 3-2           |
| Spareggi             | 1º ottobre 2020   | Rio Ave - Milan         | 2-2 (8-9 dcr) |
| Fase a gironi        | 22 ottobre 2020   | Celtic - Milan          | 1-3           |
| Fase a gironi        | 29 ottobre 2020   | Milan - Sparta Praga    | 3-0           |
| Fase a gironi        | 5 novembre 2020   | Milan - Lilla           | 0-3           |
| Fase a gironi        | 26 novembre 2020  | Lilla - Milan           | 1-1           |
| Fase a gironi        | 3 dicembre 2020   | Milan - Celtic          | 4-2           |
| Fase a gironi        | 10 dicembre 2020  | Sparta Praga - Milan    | 0-1           |
| Sedicesimi di finale | 18 febbraio 2021  | Stella Rossa - Milan    | 2-2           |
| Sedicesimi di finale | 25 febbraio 2021  | Milan - Stella Rossa    | 1-1           |
| Ottavi di finale     | 11 marzo 2021     | Manchester Utd - Milan  | 1-1           |
| Ottavi di finale     | 18 marzo 2021     | Milan - Manchester Utd  | 0-1           |

- 2023-2024

| Turno                | Data             | Partita              | Risultato |
| -------------------- | ---------------- | -------------------- | --------- |
| Sedicesimi di finale | 15 febbraio 2024 | Milan - Rennes       | 3-0       |
| Sedicesimi di finale | 22 febbraio 2024 | Rennes - Milan       | 3-2       |
| Ottavi di finale     | 7 marzo 2024     | Milan - Slavia Praga | 4-2       |
| Ottavi di finale     | 14 marzo 2024    | Slavia Praga - Milan | 1-3       |
| Quarti di finale     | 11 aprile 2024   | Milan - Roma         | 0-1       |
| Quarti di finale     | 18 aprile 2024   | Roma - Milan         | 2-1       |

### Supercoppa UEFA
- 1973

| Turno  | Data            | Partita      | Risultato |
| ------ | --------------- | ------------ | --------- |
| Finale | 9 gennaio 1974  | Milan - Ajax | 1-0       |
| Finale | 16 gennaio 1974 | Ajax - Milan | 6-0       |

- 1989

| Turno  | Data             | Partita            | Risultato |
| ------ | ---------------- | ------------------ | --------- |
| Finale | 23 novembre 1989 | Barcellona - Milan | 1-1       |
| Finale | 7 dicembre 1989  | Milan - Barcellona | 1-0       |

- 1990

| Turno  | Data             | Partita           | Risultato |
| ------ | ---------------- | ----------------- | --------- |
| Finale | 10 ottobre 1990  | Sampdoria - Milan | 1-1       |
| Finale | 29 novembre 1990 | Milan - Sampdoria | 2-0       |

- 1993

| Turno  | Data            | Partita       | Risultato |
| ------ | --------------- | ------------- | --------- |
| Finale | 12 gennaio 1994 | Parma - Milan | 0-1       |
| Finale | 2 febbraio 1994 | Milan - Parma | 0-2 (dts) |

- 1994

| Turno  | Data             | Partita         | Risultato |
| ------ | ---------------- | --------------- | --------- |
| Finale | 1º febbraio 1995 | Arsenal - Milan | 0-0       |
| Finale | 8 febbraio 1995  | Milan - Arsenal | 2-0       |

- 2003

| Turno  | Data           | Partita       | Risultato |
| ------ | -------------- | ------------- | --------- |
| Finale | 29 agosto 2003 | Milan - Porto | 1-0       |

- 2007

| Turno  | Data           | Partita          | Risultato |
| ------ | -------------- | ---------------- | --------- |
| Finale | 31 agosto 2007 | Milan - Siviglia | 3-1       |

### Coppa Intercontinentale
- 1963

| Turno  | Data             | Partita        | Risultato |
| ------ | ---------------- | -------------- | --------- |
| Finale | 16 ottobre 1963  | Milan - Santos | 4-2       |
| Finale | 14 novembre 1963 | Santos - Milan | 4-2       |
| Finale | 16 novembre 1963 | Santos - Milan | 1-0       |

- 1969

| Turno  | Data            | Partita                  | Risultato |
| ------ | --------------- | ------------------------ | --------- |
| Finale | 8 ottobre 1969  | Milan - Estudiantes (LP) | 3-0       |
| Finale | 22 ottobre 1969 | Estudiantes (LP) - Milan | 2-1       |

- 1989

| Turno  | Data             | Partita                   | Risultato |
| ------ | ---------------- | ------------------------- | --------- |
| Finale | 17 dicembre 1989 | Milan - Atlético Nacional | 1-0 (dts) |

- 1990

| Turno  | Data            | Partita         | Risultato |
| ------ | --------------- | --------------- | --------- |
| Finale | 9 dicembre 1990 | Milan - Olimpia | 3-0       |

- 1993

| Turno  | Data             | Partita           | Risultato |
| ------ | ---------------- | ----------------- | --------- |
| Finale | 12 dicembre 1993 | Milan - San Paolo | 2-3       |

- 1994

| Turno  | Data             | Partita                 | Risultato |
| ------ | ---------------- | ----------------------- | --------- |
| Finale | 1º dicembre 1994 | Milan - Vélez Sarsfield | 0-2       |

- 2003

| Turno  | Data             | Partita              | Risultato     |
| ------ | ---------------- | -------------------- | ------------- |
| Finale | 14 dicembre 2003 | Boca Juniors - Milan | 1-1 (3-1 dcr) |

### Coppa del mondo per club FIFA
2007 
| Turno      | Data             | Partita              | Risultato |
| ---------- | ---------------- | -------------------- | --------- |
| Semifinale | 13 dicembre 2007 | Urawa Reds - Milan   | 0-1       |
| Finale     | 16 dicembre 2007 | Boca Juniors - Milan | 2-4       |

## Altre Competizioni

### Coppa delle Fiere
- 1961-1962

| Turno                | Data              | Partita             | Risultato |
| -------------------- | ----------------- | ------------------- | --------- |
| Sedicesimi di finale | 30 agosto 1961    | Milan - Novi Sad XI | 0-0       |
| Sedicesimi di finale | 20 settembre 1961 | Novi Sad XI - Milan | 2-0       |

- 1964-1965

| Turno                   | Data              | Partita            | Risultato |
| ----------------------- | ----------------- | ------------------ | --------- |
| Trentaduesimi di finale | 9 settembre 1964  | Strasburgo - Milan | 2-0       |
| Trentaduesimi di finale | 30 settembre 1964 | Milan - Strasburgo | 1-0       |

- 1965-1966

| Turno                | Data              | Partita              | Risultato |
| -------------------- | ----------------- | -------------------- | --------- |
| Primo turno          | 22 settembre 1965 | Milan - Strasburgo   | 1-0       |
| Primo turno          | 27 ottobre 1965   | Strasburgo - Milan   | 2-1       |
| Primo turno          | 7 novembre 1965   | Milan - Strasburgo   | 1-1 (dts) |
| Sedicesimi di finale | 1º dicembre 1965  | CUF Barreiro - Milan | 2-0       |
| Sedicesimi di finale | 8 dicembre 1965   | Milan - CUF Barreiro | 2-0       |
| Sedicesimi di finale | 29 dicembre 1965  | CUF Barreiro - Milan | 0-1       |
| Ottavi di finale     | 9 febbraio 1966   | Milan - Chelsea      | 2-1       |
| Ottavi di finale     | 16 febbraio 1966  | Chelsea - Milan      | 2-1       |
| Ottavi di finale     | 2 marzo 1966      | Milan - Chelsea      | 1-1 (dts) |

### Coppa dell'Amicizia
- 1959

| Turno       | Data             | Partita       | Risultato |
| ----------- | ---------------- | ------------- | --------- |
| Turno unico | 14 giugno 1959   | Nizza - Milan | 3-3       |
| Turno unico | 9 settembre 1959 | Milan - Nizza | 4-0       |

- 1960

| Turno       | Data           | Partita        | Risultato |
| ----------- | -------------- | -------------- | --------- |
| Turno unico | 12 giugno 1960 | Milan - Tolosa | 6-3       |
| Turno unico | 19 giugno 1960 | Tolosa - Milan | 0-2       |

- 1961

| Turno       | Data           | Partita       | Risultato |
| ----------- | -------------- | ------------- | --------- |
| Turno unico | 11 giugno 1961 | Milan - Nîmes | 0-0       |
| Turno unico | 18 giugno 1961 | Nîmes - Milan | 2-0       |

- 1962

| Turno            | Data           | Partita        | Risultato |
| ---------------- | -------------- | -------------- | --------- |
| Ottavi di finale | 6 maggio 1962  | Nizza - Milan  | 3-6       |
| Ottavi di finale | 13 maggio 1962 | Milan - Nizza  | 3-1       |
| Quarti di finale | 26 maggio 1962 | Milan - Tolosa | 5-2       |
| Quarti di finale | 3 giugno 1962  | Tolosa - Milan | 1-4       |
| Semifinale       | 10 giugno 1962 | Torino - Milan | 2-1       |
| Semifinale       | 14 giugno 1962 | Milan - Torino | 1-1       |

- 1963

| Turno            | Data           | Partita                 | Risultato |
| ---------------- | -------------- | ----------------------- | --------- |
| Quarti di finale | 2 giugno 1963  | Lens - Milan            | 1-3       |
| Quarti di finale | 8 giugno 1963  | Milan - Lens            | 2-0       |
| Semifinale       | 13 giugno 1963 | Milan - Olympique Lione | 4-2       |
| Finale           | 17 giugno 1963 | Genoa - Milan           | 2-1       |

### Coppa delle Alpi
- 1967

| Turno  | Data           | Partita                       | Risultato |
| ------ | -------------- | ----------------------------- | --------- |
| Girone | 17 giugno 1967 | Servette - Milan              | 0-0       |
| Girone | 21 giugno 1967 | Monaco 1860 - Milan           | 0-0       |
| Girone | 24 giugno 1967 | Eintracht Francoforte - Milan | 1-0       |
| Girone | 27 giugno 1967 | Basilea - Milan               | 0-3       |
| Girone | 30 giugno 1967 | Zurigo - Milan                | 2-0       |

### Coppa Latina
- 1951

| Turno      | Data           | Partita                 | Risultato |
| ---------- | -------------- | ----------------------- | --------- |
| Semifinale | 20 giugno 1951 | Milan - Atlético Madrid | 4-1       |
| Finale     | 24 giugno 1951 | Milan - Lilla           | 5-0       |

- 1953

| Turno      | Data          | Partita                  | Risultato |
| ---------- | ------------- | ------------------------ | --------- |
| Semifinale | 4 giugno 1953 | Milan - Sporting Lisbona | 4-3 (dts) |
| Finale     | 7 giugno 1953 | Stade Reims - Milan      | 3-0       |

- 1955

| Turno           | Data           | Partita             | Risultato |
| --------------- | -------------- | ------------------- | --------- |
| Semifinale      | 23 giugno 1955 | Stade Reims - Milan | 3-2 (dts) |
| Finale 3º posto | 25 giugno 1955 | Milan - Belenenses  | 3-1       |

- 1956

| Turno      | Data           | Partita                 | Risultato |
| ---------- | -------------- | ----------------------- | --------- |
| Semifinale | 29 giugno 1956 | Milan - Benfica         | 4-2       |
| Finale     | 3 luglio 1956  | Milan - Athletic Bilbao | 3-1       |

- 1957

| Turno           | Data           | Partita               | Risultato |
| --------------- | -------------- | --------------------- | --------- |
| Semifinale      | 20 giugno 1957 | Real Madrid - Milan   | 5-1       |
| Finale 3º posto | 23 giugno 1957 | Milan - Saint-Étienne | 4-3       |

### Coppa Mitropa
- 1938

| Turno            | Data           | Partita                    | Risultato |
| ---------------- | -------------- | -------------------------- | --------- |
| Ottavi di finale | 26 giugno 1938 | Ripensia Timișoara - Milan | 3-0       |
| Ottavi di finale | 3 luglio 1938  | Milan - Ripensia Timișoara | 3-1       |

- 1966-1967

| Turno            | Data             | Partita                 | Risultato |
| ---------------- | ---------------- | ----------------------- | --------- |
| Ottavi di finale | 23 novembre 1966 | Dinamo Zagabria - Milan | 1-0       |
| Ottavi di finale | 30 novembre 1966 | Milan - Dinamo Zagabria | 0-0       |

- 1981-1982

| Turno  | Data             | Partita           | Risultato |
| ------ | ---------------- | ----------------- | --------- |
| Girone | 20 ottobre 1981  | Vítkovice - Milan | 2-1       |
| Girone | 4 novembre 1981  | Milan - Haladás   | 2-0       |
| Girone | 25 novembre 1981 | Osijek - Milan    | 1-1       |
| Girone | 21 aprile 1982   | Haladás - Milan   | 0-1       |
| Girone | 12 maggio 1982   | Milan - Osijek    | 2-1       |
| Girone | 7 aprile 1982    | Milan - Vítkovice | 3-0       |

## Partite disputate per squadra di club
Dati aggiornati al 18 febbraio 2025.
Legenda
     Saldo positivo
     Saldo neutro
     Saldo negativo
 G = partite giocate; V = vittorie; N = pareggi; P = sconfitte; GF = Goal segnati; GS = Goal subiti; DR = Differenza reti 
| Squadra                             | G  | V | N | P | GF | GS | DR  | %Vittorie |
| ----------------------------------- | -- | - | - | - | -- | -- | --- | --------- |
| Boca Juniors                        | 2  | 1 | 1 | 0 | 5  | 3  | +2  | 50,00     |
| Estudiantes                         | 2  | 1 | 0 | 1 | 4  | 2  | +2  | 50,00     |
| Velez Sarsfield                     | 1  | 0 | 0 | 1 | 0  | 2  | −2  | &0,00     |
| Austria Wien                        | 2  | 2 | 0 | 0 | 10 | 2  | +8  | 100,00&   |
| Rapid Wien                          | 7  | 4 | 2 | 1 | 20 | 11 | +9  | 57,14     |
| RB Salzburg                         | 4  | 3 | 1 | 0 | 9  | 1  | +8  | 75,00     |
| BATE Borisov                        | 4  | 3 | 1 | 0 | 9  | 1  | +8  | 75,00     |
| Club Brugge                         | 7  | 4 | 1 | 2 | 7  | 5  | +2  | 57,14     |
| KSV Waregem                         | 2  | 0 | 1 | 1 | 2  | 3  | −1  | &0,00     |
| KV Mechelen                         | 2  | 1 | 1 | 0 | 2  | 0  | +2  | 50,00     |
| Lierse SK                           | 2  | 1 | 1 | 0 | 3  | 1  | +2  | 50,00     |
| RSC Anderlecht                      | 6  | 3 | 3 | 0 | 8  | 2  | +6  | 50,00     |
| Standard Liege                      | 3  | 1 | 2 | 0 | 4  | 2  | +2  | 33,33     |
| Santos FC                           | 3  | 1 | 0 | 2 | 6  | 7  | −1  | 33,33     |
| Sao Paulo FC                        | 1  | 0 | 0 | 1 | 2  | 3  | −1  | &0,00     |
| Akademic Sofia                      | 2  | 1 | 0 | 1 | 5  | 4  | +1  | 50,00     |
| CSKA Sofia                          | 2  | 2 | 0 | 0 | 3  | 0  | +3  | 100,00&   |
| Levski Sofia                        | 6  | 4 | 2 | 0 | 17 | 5  | +12 | 66,67     |
| Ludogorets                          | 2  | 2 | 0 | 0 | 4  | 0  | +4  | 100,00&   |
| Atletico Nacional                   | 1  | 1 | 0 | 0 | 1  | 0  | +1  | 100,00&   |
| Dinamo Zagreb                       | 9  | 6 | 1 | 2 | 18 | 6  | +12 | 66,67     |
| HNK Rijeka                          | 2  | 1 | 0 | 1 | 3  | 4  | −1  | 50,00     |
| Osijek                              | 2  | 1 | 1 | 0 | 3  | 2  | +1  | 50,00     |
| Digenīs Akritas Morphou             | 2  | 2 | 0 | 0 | 7  | 0  | +7  | 100,00&   |
| Slovan Liberec                      | 2  | 1 | 0 | 1 | 2  | 2  | +0  | 50,00     |
| Slavia Praga                        | 2  | 2 | 0 | 0 | 7  | 3  | +4  | 100,00&   |
| Sparta Praha                        | 8  | 6 | 2 | 0 | 12 | 1  | +11 | 75,00     |
| Vítkovice                           | 2  | 1 | 0 | 1 | 4  | 2  | +2  | 50,00     |
| Viktoria Plzen                      | 2  | 1 | 1 | 0 | 4  | 2  | +2  | 50,00     |
| FC København                        | 2  | 2 | 0 | 0 | 7  | 0  | +7  | 100,00&   |
| Arsenal FC                          | 8  | 2 | 2 | 4 | 7  | 10 | −3  | 25,00     |
| Chelsea FC                          | 7  | 1 | 3 | 3 | 5  | 10 | −5  | 14,29     |
| Everton FC                          | 2  | 1 | 1 | 0 | 1  | 0  | +1  | 50,00     |
| Ipswich Town                        | 2  | 1 | 0 | 1 | 4  | 2  | +2  | 50,00     |
| Leeds United                        | 3  | 1 | 1 | 1 | 2  | 2  | +0  | 33,33     |
| Liverpool FC                        | 5  | 1 | 1 | 3 | 9  | 12 | −3  | 20,00     |
| Manchester City                     | 2  | 0 | 1 | 1 | 2  | 5  | −3  | &0,00     |
| Manchester United                   | 12 | 5 | 1 | 6 | 17 | 15 | +2  | 41,67     |
| Newcastle United Football Club      | 2  | 1 | 1 | 0 | 2  | 1  | +1  | 50,00     |
| Portsmouth FC                       | 1  | 0 | 1 | 0 | 2  | 2  | +0  | &0,00     |
| Tottenham Hotspur                   | 6  | 1 | 3 | 2 | 3  | 4  | −1  | 16,67     |
| HJK Helsinki                        | 2  | 2 | 0 | 0 | 5  | 0  | +5  | 100,00&   |
| AJ Auxerre                          | 4  | 3 | 0 | 1 | 8  | 3  | +5  | 75,00     |
| AS Monaco                           | 1  | 1 | 0 | 0 | 3  | 0  | +3  | 100,00&   |
| Girondins Bordeaux                  | 2  | 1 | 0 | 1 | 2  | 3  | −1  | 50,00     |
| Lille OSC                           | 5  | 1 | 2 | 2 | 6  | 6  | +0  | 20,00     |
| OGC Nice                            | 4  | 3 | 1 | 0 | 16 | 7  | +9  | 75,00     |
| Nîmes                               | 2  | 0 | 1 | 1 | 0  | 2  | −2  | &0,00     |
| Olympique Lyon                      | 3  | 2 | 1 | 0 | 7  | 3  | +4  | 66,67     |
| Olympique Marseille                 | 5  | 1 | 2 | 2 | 4  | 7  | −3  | 20,00     |
| Paris Saint-Germain                 | 6  | 3 | 2 | 1 | 7  | 6  | +1  | 50,00     |
| RC Lens                             | 4  | 3 | 0 | 1 | 8  | 4  | +4  | 75,00     |
| Rennes                              | 2  | 1 | 0 | 1 | 5  | 3  | +2  | 50,00     |
| Saint-Étienne                       | 1  | 1 | 0 | 0 | 4  | 3  | +1  | 100,00&   |
| Stade de Reims                      | 2  | 0 | 0 | 2 | 2  | 6  | −4  | &0,00     |
| RC Strasbourg                       | 7  | 4 | 1 | 2 | 7  | 6  | +1  | 57,14     |
| Tolosa                              | 4  | 4 | 0 | 0 | 17 | 6  | +11 | 100,00&   |
| Lokomotive Leipzig                  | 2  | 1 | 0 | 1 | 3  | 3  | +0  | 50,00     |
| 1. FC Magdeburg                     | 1  | 0 | 0 | 1 | 0  | 2  | −2  | &0,00     |
| 1. FC Saarbrücken                   | 2  | 1 | 0 | 1 | 7  | 5  | +2  | 50,00     |
| 1860 Munich                         | 1  | 0 | 1 | 0 | 0  | 0  | +0  | &0,00     |
| Bayer Leverkusen                    | 1  | 0 | 0 | 1 | 0  | 1  | −1  | &0,00     |
| Bayern Munich                       | 10 | 6 | 3 | 1 | 17 | 8  | +9  | 60,00     |
| Borussia Mönchengladbach            | 2  | 1 | 0 | 1 | 2  | 1  | +1  | 50,00     |
| Borussia Dortmund                   | 8  | 3 | 2 | 3 | 10 | 11 | −1  | 37,50     |
| Eintracht Frankfurt                 | 1  | 0 | 0 | 1 | 0  | 1  | −1  | &0,00     |
| FC Schalke 04                       | 2  | 1 | 1 | 0 | 5  | 4  | +1  | 50,00     |
| Hamburger SV                        | 1  | 1 | 0 | 0 | 2  | 0  | +2  | 100,00&   |
| Hertha BSC                          | 4  | 1 | 1 | 2 | 6  | 6  | +0  | 25,00     |
| VfL Wolfsburg                       | 1  | 0 | 1 | 0 | 2  | 2  | +0  | &0,00     |
| Werder Bremen                       | 6  | 2 | 4 | 0 | 7  | 5  | +2  | 33,33     |
| AEK Athens F.C.                     | 6  | 2 | 3 | 1 | 5  | 2  | +3  | 33,33     |
| Olympiakos Piraeus                  | 4  | 2 | 1 | 1 | 9  | 7  | +2  | 50,00     |
| PAOK FC                             | 2  | 1 | 1 | 0 | 5  | 2  | +3  | 50,00     |
| Győri ETO FC                        | 2  | 0 | 2 | 0 | 3  | 3  | +0  | &0,00     |
| Haladás                             | 2  | 2 | 0 | 0 | 3  | 0  | +3  | 100,00&   |
| Athlone Town                        | 2  | 1 | 1 | 0 | 3  | 0  | +3  | 50,00     |
| Shamrock Rovers                     | 1  | 1 | 0 | 0 | 2  | 0  | +2  | 100,00&   |
| Hapoel Tel Aviv                     | 2  | 1 | 0 | 1 | 2  | 1  | +1  | 50,00     |
| Genoa                               | 1  | 0 | 0 | 1 | 1  | 2  | −1  | &0,00     |
| Football Club Internazionale Milano | 6  | 2 | 2 | 2 | 6  | 4  | +2  | 33,33     |
| Juventus Football Club              | 1  | 0 | 1 | 0 | 0  | 0  | +0  | &0,00     |
| Napoli                              | 2  | 1 | 1 | 0 | 2  | 1  | +1  | 50,00     |
| Parma                               | 2  | 1 | 0 | 1 | 1  | 2  | −1  | 50,00     |
| Roma                                | 2  | 0 | 0 | 2 | 1  | 3  | −2  | &0,00     |
| Sampdoria                           | 2  | 1 | 1 | 0 | 3  | 1  | +2  | 50,00     |
| Torino                              | 2  | 0 | 1 | 1 | 2  | 3  | −1  | &0,00     |
| Urawa Red Diamonds                  | 1  | 1 | 0 | 0 | 1  | 0  | +1  | 100,00&   |
| Avenir Beggen                       | 2  | 2 | 0 | 0 | 8  | 0  | +8  | 100,00&   |
| F91 Dudelange                       | 2  | 2 | 0 | 0 | 6  | 2  | +4  | 100,00&   |
| FC Differdange 03                   | 2  | 2 | 0 | 0 | 7  | 1  | +6  | 100,00&   |
| Union Luxembourg                    | 2  | 2 | 0 | 0 | 14 | 0  | +14 | 100,00&   |
| AFC Ajax                            | 14 | 5 | 4 | 5 | 12 | 18 | −6  | 35,71     |
| Feyenoord                           | 4  | 1 | 1 | 2 | 2  | 4  | −2  | 25,00     |
| PSV Eindhoven                       | 8  | 4 | 2 | 2 | 11 | 6  | +5  | 50,00     |
| Roda JC Kerkrade                    | 2  | 1 | 0 | 1 | 1  | 1  | +0  | 50,00     |
| sc Heerenveen                       | 1  | 1 | 0 | 0 | 3  | 1  | +2  | 100,00&   |
| KF Shkëndija                        | 2  | 2 | 0 | 0 | 7  | 0  | +7  | 100,00&   |
| FK Bodø/Glimt                       | 1  | 1 | 0 | 0 | 3  | 2  | +1  | 100,00&   |
| Rosenborg BK                        | 2  | 1 | 0 | 1 | 5  | 3  | +2  | 50,00     |
| Club Olimpia                        | 1  | 1 | 0 | 0 | 3  | 0  | +3  | 100,00&   |
| Legia Warszawa                      | 2  | 1 | 1 | 0 | 3  | 2  | +1  | 50,00     |
| Zagłębie Lubin                      | 2  | 2 | 0 | 0 | 8  | 1  | +7  | 100,00&   |
| Belenenses                          | 1  | 1 | 0 | 0 | 3  | 1  | +2  | 100,00&   |
| G.D. Fabril do Barreiro             | 3  | 2 | 0 | 1 | 3  | 2  | +1  | 66,67     |
| FC Porto                            | 11 | 4 | 4 | 3 | 10 | 7  | +3  | 36,36     |
| Rio Ave FC                          | 1  | 0 | 1 | 0 | 2  | 2  | +0  | &0,00     |
| SL Benfica                          | 7  | 5 | 2 | 0 | 12 | 5  | +7  | 71,43     |
| Sporting Braga                      | 1  | 1 | 0 | 0 | 1  | 0  | +1  | 100,00&   |
| Sporting CP                         | 3  | 2 | 1 | 0 | 7  | 4  | +3  | 66,67     |
| CS Universitatea Craiova            | 2  | 2 | 0 | 0 | 3  | 0  | +3  | 100,00&   |
| Dinamo Bucureşti                    | 2  | 1 | 1 | 0 | 2  | 1  | +1  | 50,00     |
| Ripensia Timișoara                  | 2  | 1 | 0 | 1 | 3  | 4  | −1  | 50,00     |
| FCSB                                | 1  | 1 | 0 | 0 | 4  | 0  | +4  | 100,00&   |
| Lokomotiv Moskva                    | 2  | 2 | 0 | 0 | 2  | 0  | +2  | 100,00&   |
| Spartak Moskva                      | 4  | 2 | 1 | 1 | 6  | 3  | +3  | 50,00     |
| Zenit St. Petersburg                | 2  | 1 | 0 | 1 | 3  | 3  | +0  | 50,00     |
| Celtic FC                           | 12 | 8 | 3 | 1 | 19 | 6  | +13 | 66,67     |
| Dundee FC                           | 4  | 2 | 0 | 2 | 8  | 4  | +4  | 50,00     |
| Rangers FC                          | 2  | 2 | 0 | 0 | 6  | 1  | +5  | 100,00&   |
| Crvena Zvezda                       | 7  | 3 | 4 | 0 | 10 | 7  | +3  | 42,86     |
| Novi Sad XI                         | 2  | 0 | 1 | 1 | 0  | 2  | −2  | &0,00     |
| Lokomotiva Košice                   | 2  | 1 | 0 | 1 | 1  | 1  | +0  | 50,00     |
| Slovan Bratislava                   | 3  | 3 | 0 | 0 | 8  | 2  | +6  | 100,00&   |
| Olimpija Ljubljana                  | 2  | 2 | 0 | 0 | 7  | 0  | +7  | 100,00&   |
| Athletic Bilbao                     | 3  | 2 | 0 | 1 | 7  | 6  | +1  | 66,67     |
| Atlético Madrid                     | 5  | 2 | 0 | 3 | 7  | 8  | −1  | 40,00     |
| Celta Vigo                          | 2  | 0 | 1 | 1 | 1  | 2  | −1  | &0,00     |
| Deportivo La Coruña                 | 6  | 3 | 1 | 2 | 11 | 8  | +3  | 50,00     |
| Espanyol Barcelona                  | 2  | 0 | 1 | 1 | 0  | 2  | −2  | &0,00     |
| FC Barcelona                        | 19 | 5 | 6 | 8 | 23 | 30 | −7  | 26,32     |
| Girona                              | 1  | 1 | 0 | 0 | 1  | 0  | +1  | 100,00&   |
| Málaga CF                           | 2  | 0 | 1 | 1 | 1  | 2  | −1  | &0,00     |
| Real Betis                          | 4  | 1 | 1 | 2 | 4  | 6  | −2  | 25,00     |
| Real Madrid                         | 17 | 7 | 3 | 7 | 29 | 30 | −1  | 41,18     |
| Sevilla FC                          | 1  | 1 | 0 | 0 | 3  | 1  | +2  | 100,00&   |
| Sporting Gijón                      | 2  | 1 | 0 | 1 | 3  | 1  | +2  | 50,00     |
| IFK Göteborg                        | 4  | 3 | 0 | 1 | 10 | 4  | +6  | 75,00     |
| IFK Norrköping                      | 2  | 1 | 1 | 0 | 6  | 3  | +3  | 50,00     |
| Malmö FF                            | 2  | 1 | 0 | 1 | 5  | 3  | +2  | 50,00     |
| FC Aarau                            | 2  | 1 | 1 | 0 | 1  | 0  | +1  | 50,00     |
| FC Basel                            | 1  | 1 | 0 | 0 | 3  | 0  | +3  | 100,00&   |
| FC Zürich                           | 5  | 2 | 1 | 2 | 5  | 5  | +0  | 40,00     |
| Servette                            | 1  | 0 | 1 | 0 | 0  | 0  | +0  | &0,00     |
| Beşiktaş                            | 2  | 2 | 0 | 0 | 6  | 1  | +5  | 100,00&   |
| Fenerbahçe                          | 2  | 2 | 0 | 0 | 7  | 1  | +6  | 100,00&   |
| Galatasaray                         | 6  | 3 | 1 | 2 | 14 | 9  | +5  | 50,00     |
| Shakhtar Donetsk                    | 4  | 4 | 0 | 0 | 12 | 1  | +11 | 100,00&   |

## Partite disputate per nazione
Dati aggiornati al 18 febbraio 2025.
Legenda
     Saldo positivo
     Saldo neutro
     Saldo negativo
 G = partite giocate; V = vittorie; N = pareggi; P = sconfitte; GF = Goal segnati; GS = Goal subiti; DR = Differenza reti 
| Nazione            | G  | V  | N  | P  | GF | GS | DR  | %Vittorie |
| ------------------ | -- | -- | -- | -- | -- | -- | --- | --------- |
| Argentina          | 5  | 2  | 1  | 2  | 9  | 7  | +2  | 40,00     |
| Austria            | 13 | 9  | 3  | 1  | 39 | 14 | +25 | 69,23     |
| Bielorussia        | 4  | 3  | 1  | 0  | 9  | 1  | +8  | 75,00     |
| Belgio             | 22 | 10 | 9  | 3  | 26 | 13 | +13 | 45,45     |
| Brasile            | 4  | 1  | 0  | 3  | 8  | 10 | −2  | 25,00     |
| Bulgaria           | 12 | 9  | 2  | 1  | 29 | 9  | +20 | 75,00     |
| Colombia           | 1  | 1  | 0  | 0  | 1  | 0  | +1  | 100,00&   |
| Croazia            | 13 | 8  | 2  | 3  | 24 | 12 | +12 | 61,54     |
| Cipro              | 2  | 2  | 0  | 0  | 7  | 0  | +7  | 100,00&   |
| Rep. Ceca          | 16 | 10 | 3  | 2  | 29 | 10 | +19 | 62,50     |
| Danimarca          | 2  | 2  | 0  | 0  | 7  | 0  | +7  | 100,00&   |
| Inghilterra        | 50 | 14 | 15 | 21 | 54 | 63 | −9  | 28,00     |
| Finlandia          | 2  | 2  | 0  | 0  | 5  | 0  | +5  | 100,00&   |
| Francia            | 52 | 28 | 10 | 14 | 96 | 65 | +31 | 53,85     |
| Germania           | 42 | 17 | 13 | 12 | 61 | 49 | +12 | 40,48     |
| Grecia             | 12 | 5  | 5  | 2  | 19 | 11 | +8  | 41,67     |
| Ungheria           | 4  | 2  | 2  | 0  | 6  | 3  | +3  | 50,00     |
| Irlanda            | 3  | 2  | 1  | 0  | 5  | 0  | +5  | 66,67     |
| Israele            | 2  | 1  | 0  | 1  | 2  | 1  | +1  | 50,00     |
| Italia             | 18 | 5  | 6  | 7  | 16 | 16 | +0  | 27,78     |
| Giappone           | 1  | 1  | 0  | 0  | 1  | 0  | +1  | 100,00&   |
| Lussemburgo        | 8  | 8  | 0  | 0  | 35 | 3  | +32 | 100,00&   |
| Macedonia del Nord | 2  | 2  | 0  | 0  | 7  | 0  | +7  | 100,00&   |
| Paesi Bassi        | 29 | 12 | 7  | 10 | 29 | 30 | −1  | 41,38     |
| Norvegia           | 3  | 2  | 0  | 1  | 8  | 5  | +3  | 66,67     |
| Paraguay           | 1  | 1  | 0  | 0  | 3  | 0  | +3  | 100,00&   |
| Polonia            | 4  | 3  | 1  | 0  | 11 | 3  | +8  | 75,00     |
| Portogallo         | 27 | 15 | 8  | 4  | 38 | 21 | +17 | 55,56     |
| Romania            | 7  | 5  | 1  | 1  | 12 | 5  | +7  | 71,43     |
| Russia             | 8  | 5  | 1  | 2  | 11 | 6  | +5  | 62,50     |
| Scozia             | 18 | 12 | 3  | 3  | 33 | 11 | +22 | 66,67     |
| Serbia             | 9  | 3  | 5  | 1  | 10 | 9  | +1  | 33,33     |
| Slovacchia         | 5  | 4  | 0  | 1  | 9  | 3  | +6  | 80,00     |
| Slovenia           | 2  | 2  | 0  | 0  | 7  | 0  | +7  | 100,00&   |
| Spagna             | 64 | 23 | 14 | 27 | 90 | 96 | −6  | 35,94     |
| Svezia             | 8  | 5  | 1  | 2  | 21 | 10 | +11 | 62,50     |
| Svizzera           | 9  | 4  | 3  | 2  | 9  | 5  | +4  | 44,44     |
| Turchia            | 10 | 7  | 1  | 2  | 27 | 11 | +16 | 70,00     |
| Ucraina            | 4  | 4  | 0  | 0  | 12 | 1  | +11 | 100,00&   |